# Monte San Giorgio
Monte San Giorgio is de belangrijkste vindplaats van fossielen uit het Midden-Trias (245 tot 230 miljoen jaar geleden) en staat daarom op de Werelderfgoedlijst van de UNESCO.
De piramidevormige berg ligt in het kanton Ticino in Zwitserland. Hij is 1097 meter hoog en ligt tussen de zuidelijke armen van het meer van Lugano ingeklemd.
In het Trias ontstond het gesteente van Monte San Giorgio in een 100 meter diep zeebekken in een subtropische zone. Tegenwoordig kunnen op de berg fossielen van vissen, ongewervelde dieren zoals insecten en kruipende dieren (waaronder enkele met een lengte tot zes meter) worden gevonden. De belangrijkste vondsten zijn in het fossielenmuseum van Meride tentoongesteld. De berg is sterk bebost. Het mooie natuurlandschap herbergt vele zeldzame plant- en diersoorten. Hieronder bevinden zich 37 diersoorten die op de Zwitserse lijst voor bedreigde dieren staan. De schimmels zijn ook goed vertegenwoordigd met 554 soorten.
Naast fossielen, die door paleontologen al 150 jaar worden gevonden, wordt er ook marmer gedolven. Uit bitumenlagen werd vroeger ichthyol, een olieachtige substantie gewonnen. Er zijn diverse holen in de berg.
Westelijk van de berg ligt de Italiaanse grens. Het zuidelijke Mendrisio wordt door een weg met het gebied van Monte San Giorgio verbonden.
Een educatieve wandelroute laat de bezoekers kennismaken met de bijzonderheden van het werelderfgoed. Dit werd door de UNESCO als voorwaarde genoemd om te worden toegelaten.
De reden voor toelating als werelderfgoed was criterium I: het is een referentie voor toekomstige vondsten uit het Trias in de hele wereld.

## Vergelijkbare natuurmonumenten buiten Zwitserland
- De natuurparken Ischigualasto en Talampaya in Argentinië
- Dorset en Oost-Devon in het Verenigd Koninkrijk